# Clelles
Clelles – miejscowość i gmina we Francji, w regionie Owernia-Rodan-Alpy, w departamencie Isère.
Według danych na rok 1990 gminę zamieszkiwało 345 osób, a gęstość zaludnienia wynosiła 17 osób/km² (wśród 2880 gmin regionu Rodan-Alpy Clelles plasuje się na 1285. miejscu pod względem liczby ludności, natomiast pod względem powierzchni na miejscu 492.).